# إس بي إس تي في
إس بي إس تي في (اختصارًا SBS TV) هي قناة كورية جنوبية يُديرها نظام بث سول، وكانت قد انطلقت في 9 ديسمبر 1991.